# 루즈니키역
루즈니키역(러시아어: Лужники)은 모스크바 지하철 모스크바 중앙 순환선의 역이다. 역 이름은 인근에 있는 루즈니키 스타디움을 가리켜 지은 것이다.

## 구조
승강장의 유효장 길이가 270m이고 2면 2선의 상대식 승강장의 구조로 상하행선이 약 20m 정도 어긋난 형태이다. 대합실은 1층, 플랫폼은 2층 역사로 구성되어 있다. 플랫폼은 에스컬레이터를 통해 이동 할 수 있다. 역 플랫폼은 대합실의 위치가 서로 다른 것이 특징이다.

## 환승
루즈니키 역에서는 소콜니체스카야 선의 스포르티브나야 역으로 하모브니체스키 발을 지나면 환승할 수 있다.

## 같이 보기
- 참새 언덕(보로비요비 고리)

## 사진

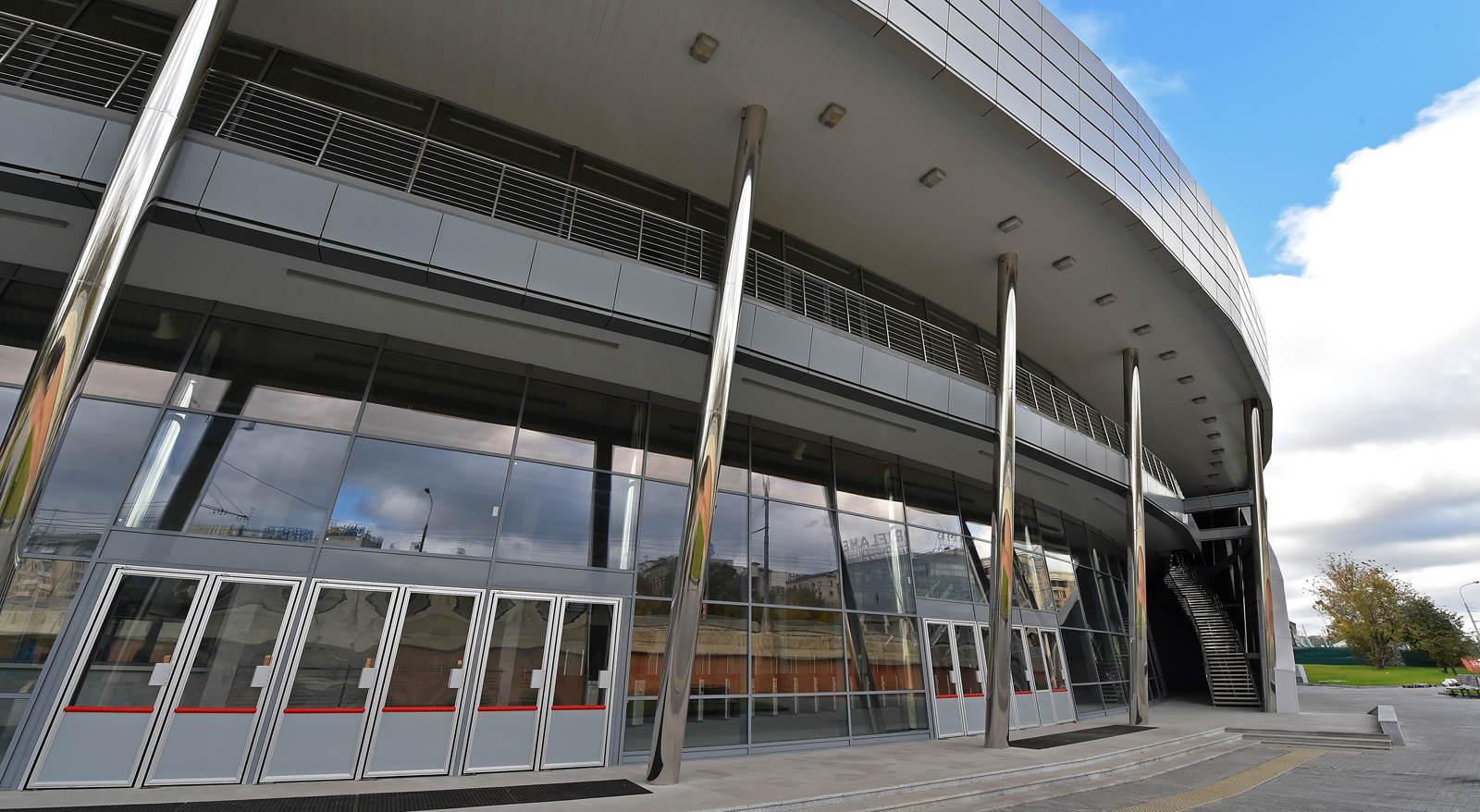
출입구
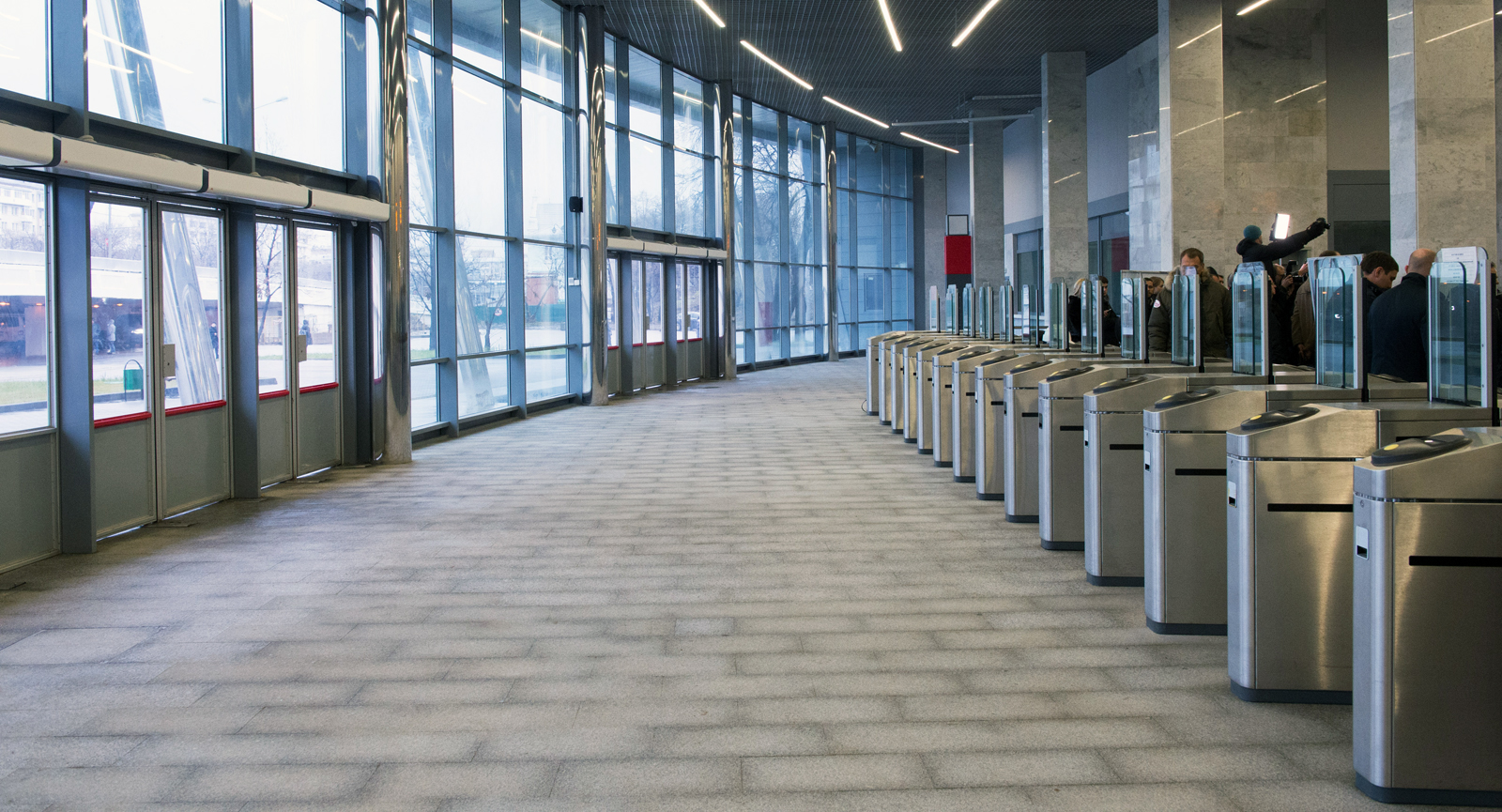
게이트
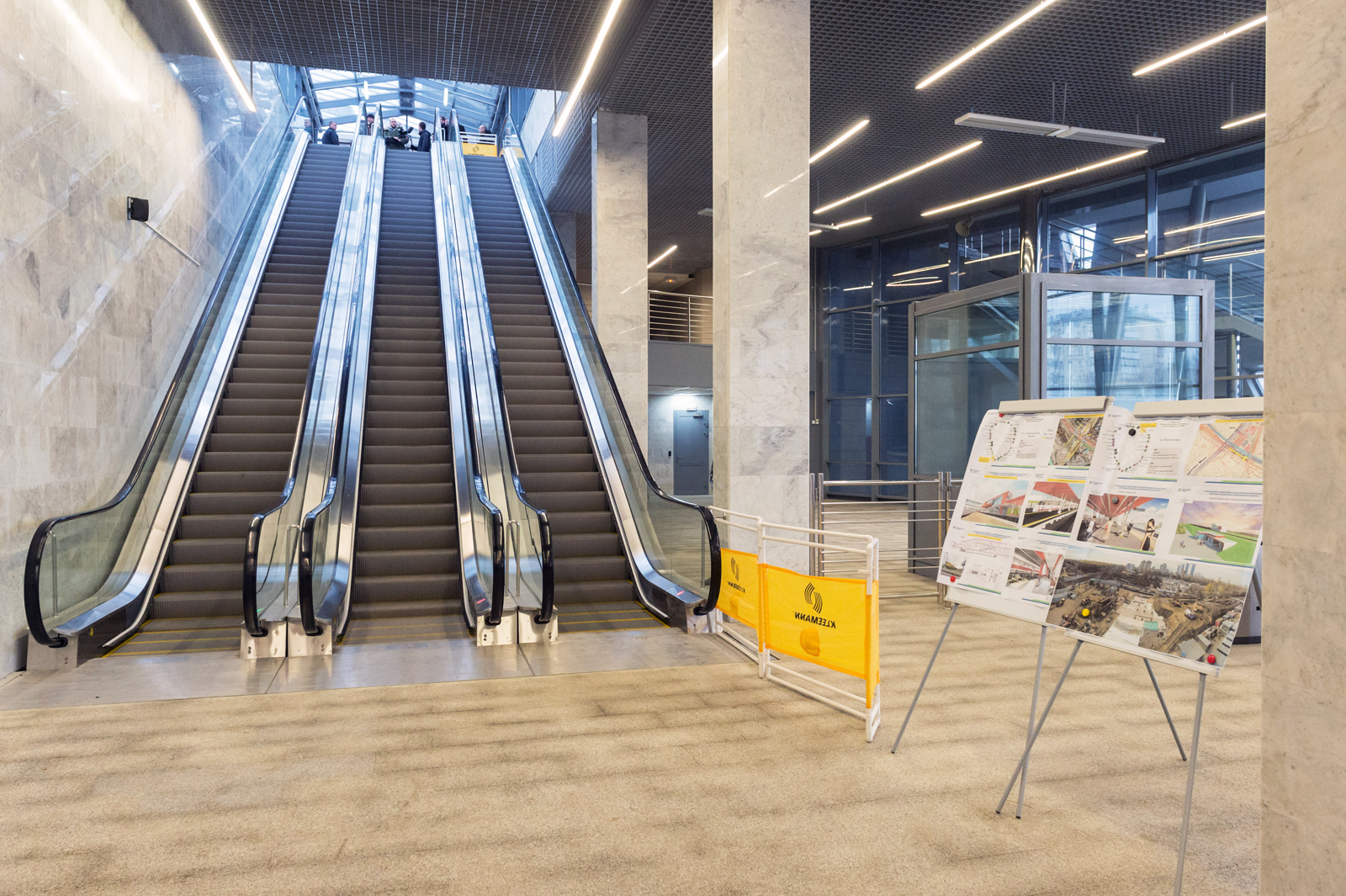
에스컬레이터
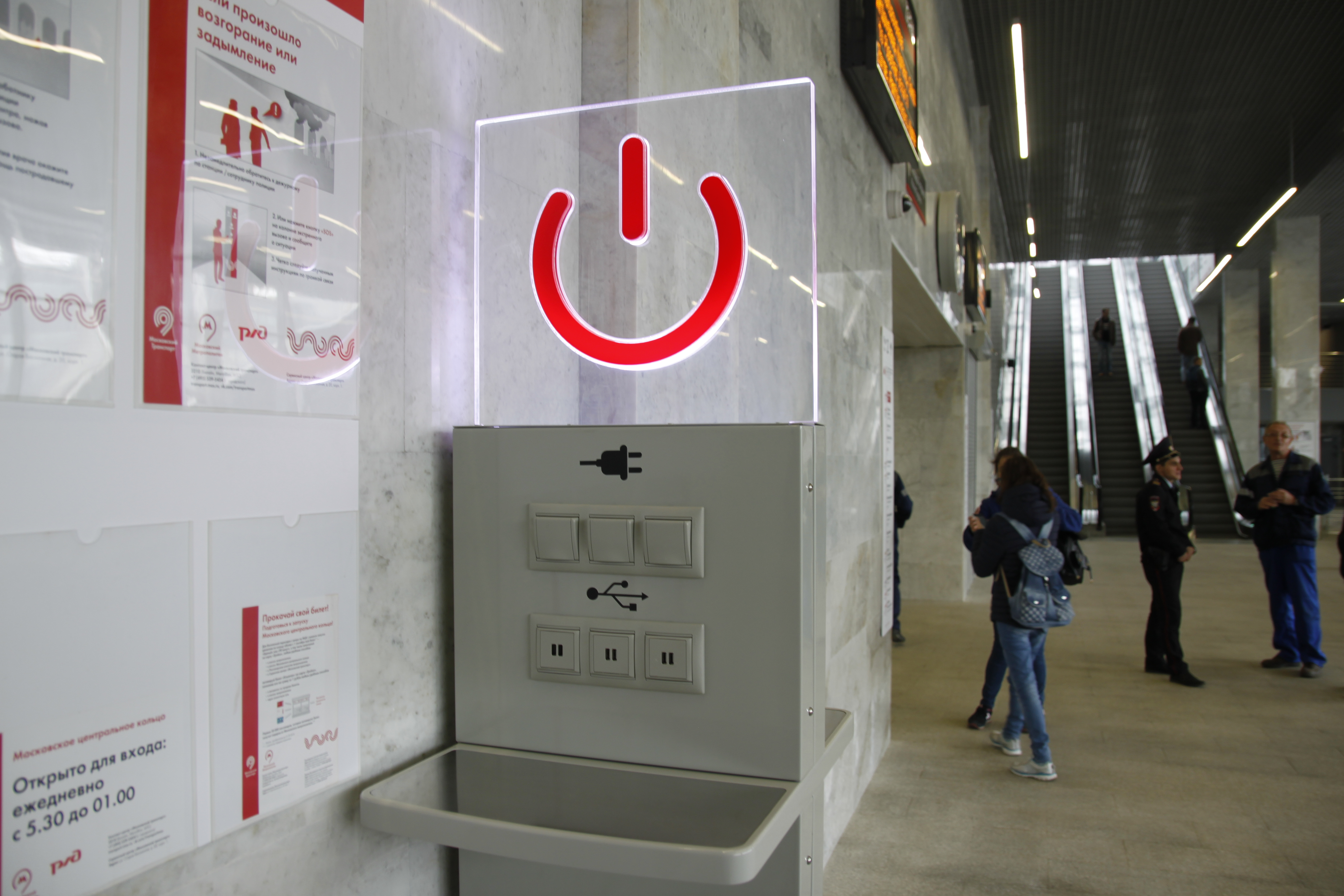
대합실 내 충전데스크